# Nipaecoccus
Nipaecoccus är ett släkte av insekter. Nipaecoccus ingår i familjen ullsköldlöss.

## Dottertaxa tillNipaecoccus, i alfabetisk ordning[1]
- Nipaecoccus agathidis
- Nipaecoccus ankaratrae
- Nipaecoccus annonae
- Nipaecoccus armatus
- Nipaecoccus aurilanatus
- Nipaecoccus banksiae
- Nipaecoccus bolivianus
- Nipaecoccus brasilicus
- Nipaecoccus cacuminis
- Nipaecoccus cercidii
- Nipaecoccus coffeae
- Nipaecoccus compereorum
- Nipaecoccus delassusi
- Nipaecoccus ericicola
- Nipaecoccus exocarpi
- Nipaecoccus filamentosus
- Nipaecoccus filicis
- Nipaecoccus gilli
- Nipaecoccus graminiellus
- Nipaecoccus graminis
- Nipaecoccus guazumae
- Nipaecoccus hystricosus
- Nipaecoccus jacarandae
- Nipaecoccus jonmartini
- Nipaecoccus kosztaraborum
- Nipaecoccus kuduyaricus
- Nipaecoccus ledi
- Nipaecoccus lycii
- Nipaecoccus maireanae
- Nipaecoccus mendozinus
- Nipaecoccus mituensis
- Nipaecoccus morondavae
- Nipaecoccus neogaeus
- Nipaecoccus nipae
- Nipaecoccus passlowi
- Nipaecoccus percerosus
- Nipaecoccus pitkini
- Nipaecoccus purpureus
- Nipaecoccus rusticus
- Nipaecoccus shillongensis
- Nipaecoccus vectis
- Nipaecoccus viridis
- Nipaecoccus zapotlanus